# 국도 제131호선 (일본)

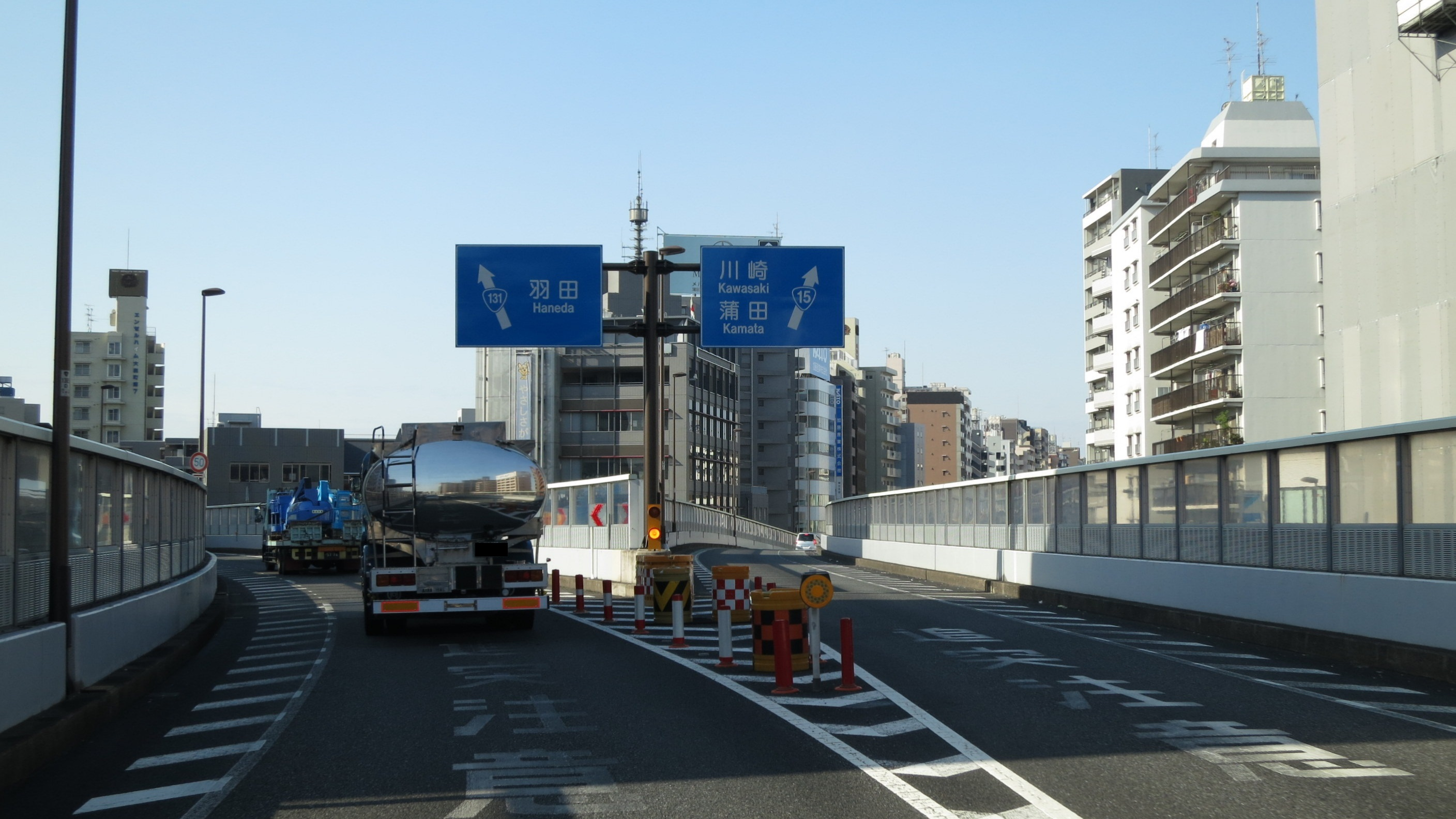
131번 국도의 종점.
도쿄도 오타구의 오모리 경찰서 앞 교차점 일대.

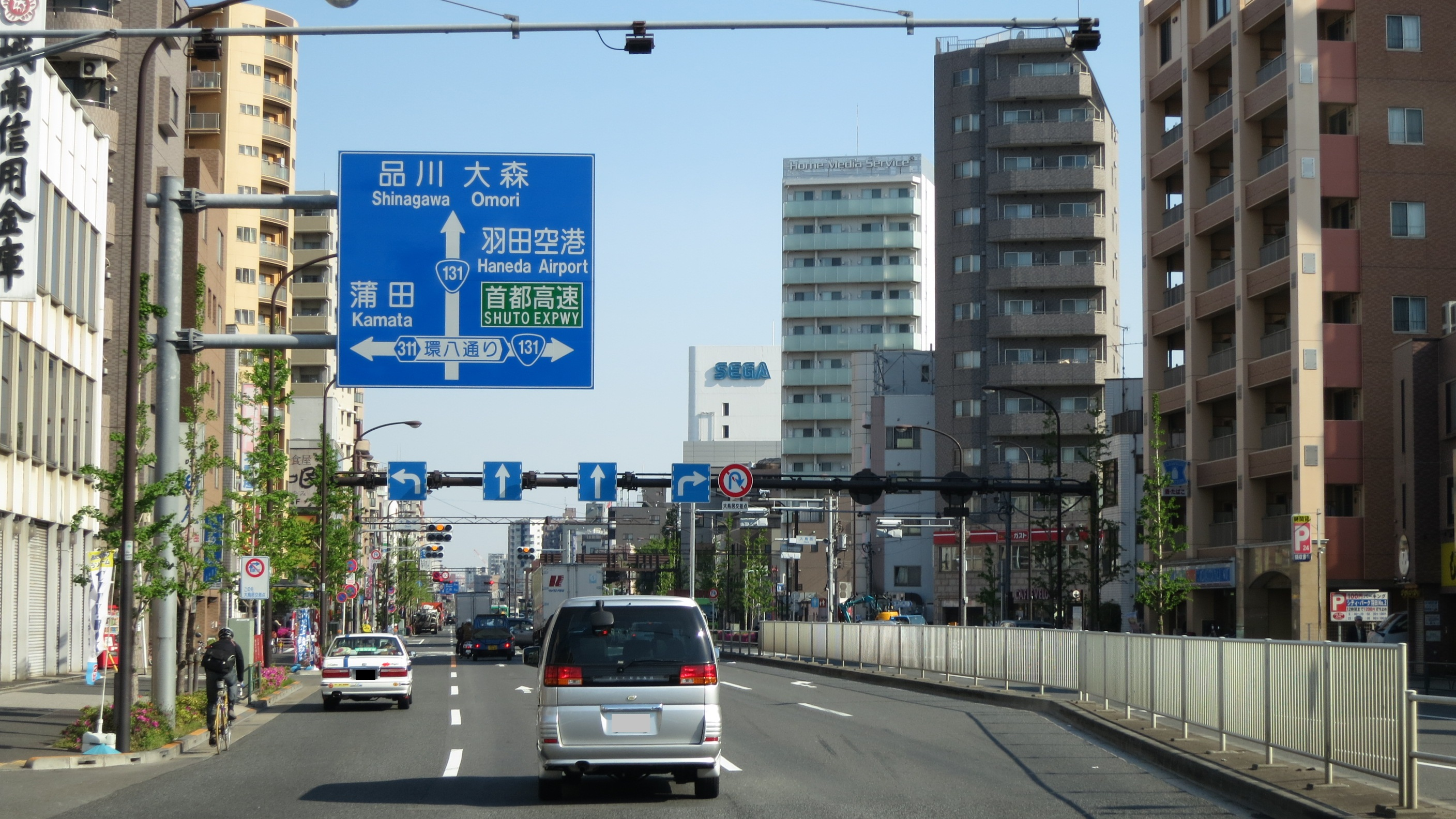
도쿄도 오타구 하네다1정목 인근

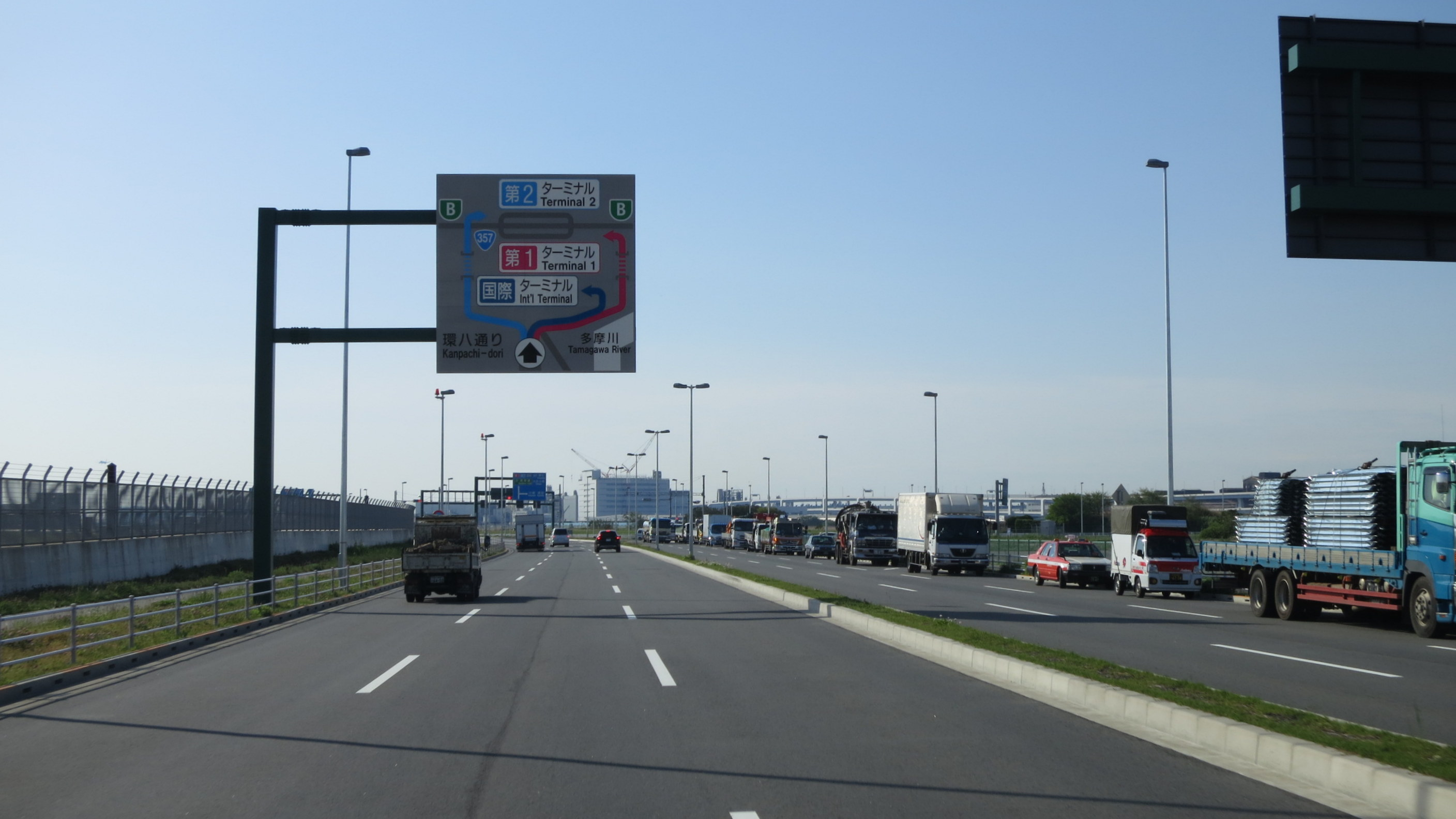
131번 국도의 기점.
하네다 공항의 부근 지역.

국도 제131호선(일본어: 国道131号)은 도쿄도 오타구의 도쿄 국제공항에서 오모리 경찰서 앞 교차로까지 이어주는 일반 국도 노선이다. 그러나 이 국도는 도로 성격상 미나토 국도 노선이기도 하다.

## 연혁
- 1953년 5월 18일 : 2급 국도 131호선인 하네다 공항선(하네다 공항~도쿄도 오타구 오모리마치선)으로 지정 시행
- 1965년 4월 1일 : 도로에 관한 법률 개정으로, 1·2급 구분이 모두 폐지됨과 동시에 일반 국도 131호선으로 다시 지정되었고 이와 동시에 시행

## 지리
- 통과하는 지자체 : 도쿄도 오타구가 유일하다.
- 연결 가능한 도로 : 국도 제15호선이 유일하다.
- 연결 가능한 철도 : 게이큐 공항선의 덴쿠바시역, 아나모리이나리 역 그리고 오토리이 역 등 단 3개의 역만 이 국도에 연계된다.

## 특이 사항
- 이 도로는 하네다 공항을 이어주는 국도 노선이기도 하며 한국으로 치면 김포국제공항에서 서울 도심으로 진입하는 국도 노선(예 : 국도 제48호선)과 동일하게 취급된다. 그래서 대한민국으로 비유하면 거의 남부순환로와 비슷하게 대응된다.